# 585 Bilkis
585 Bilkis este un asteroid din centura principală, descoperit pe 16 februarie 1906, de August Kopff.